# Uma Noite na Praia
Uma Noite na Praia é um romance infantil escrito pela autora italiana Elena Ferrante .

## Trama
A boneca Celine é esquecida na praia e tem que se virar sozinha à noite. O Atendente Mau da Praia tenta roubar todas as suas palavras, o Fogo tenta queimá-la e o Mar se recusa a responder às suas orações. Acima de tudo, ela está triste por ter sido deixada para trás por sua mamãe, a menina Mati, que a esqueceu quando ganhou um novo gatinho. Ela tem uma noite agitada, mas quando o sol nascer, Celina finalmente poderá ver tudo com um pouco mais de clareza.

## Recepção
O romance foi bem recebido pela crítica, que elogiou seu tom sombrio. De acordo com Alex O'Connell, escrevendo para o The Times, tem uma "heroína menina-boneca complexa",  No Sydney Morning Herald, o romance foi chamado de "pequena joia enervante". 
De acordo com o The New York Times, o romance curto segue uma tradição europeia de contos de fadas sombrios presentes para crianças pequenas, e o livro foi classificado por sua editora nos Estados Unidos como um livro para adultos. Eles também argumentam que a tradução do livro para o inglês inclui um palavrão, em vez de uma palavra mais apropriada para crianças, encontrada no original.  Nora Krug, escrevendo para o Washington Post, nota que o livro trata de temas difíceis: abandono, ciúme, morte por afogamento e incêndio, mas também que "a história de Celina é poderosamente contada e complexa".